# Droit pénal général
Le droit pénal général est l'ensemble des règles de droit communes à toutes les infractions et à toutes les peines. Il s'agit du régime juridique commun de mise en jeu de la responsabilité pénale.